# قيثارة
القِيثَارَة (من اللغة اليونانية:κιθάρα، نقحرة:كيثارا) أو القيثار أو القيتار أو الغيتار أو الجيتار (بالإنجليزية: Guitar)‏ آلة موسيقية وترية بأوتار مدقوقة. وتعزف باستعمال الأصابع أو باستعمال قطعة بلاستيكية صغيرة تسمى الريشة. اهتزاز الأوتار في الجسم والمقبض يصدر النوتات ولها صندوق بفتحة في أعلاه أو جسم رقيق بدلاً من الصندوق كلاهما يمتد منه ذراع طويل ينتهي بستة مفاتيح ثلاثة على كل جانب من أعلى الذراع وهي مخصصة لشد وضبط شد الأوتار التي تكون من المعدن أو من النايلون. يبلغ المجال الصوتي للقيثارة حوالي ثلاثة أوكتافات. تقسم ذراع الجيتار المعهود إلى 20 موضعاً (بالإنجليزية: Fret)‏ بينما تحتوي ذراع الجيتار الكهربائي غالباً على 25 موضع.
توجد عدة أنواع من القيثارات (نايلوني، معدني، كهربائي-أكوستي...) كلهم ينحدرون من القيثارة التقليدية ولهم نفس الخاصيات وتقنيات اللعب مع الإضافات الصوتية التي تميز هذه العائلة من الآلات الموسيقية. شعبية القيثارة تدعمت مع الانتشار العالمي للموسيقى الأنقلوسكسونية في أرجاء العالم (الجاز بلوز روك بوب موسيقى كلاسيكية)

## الأصول

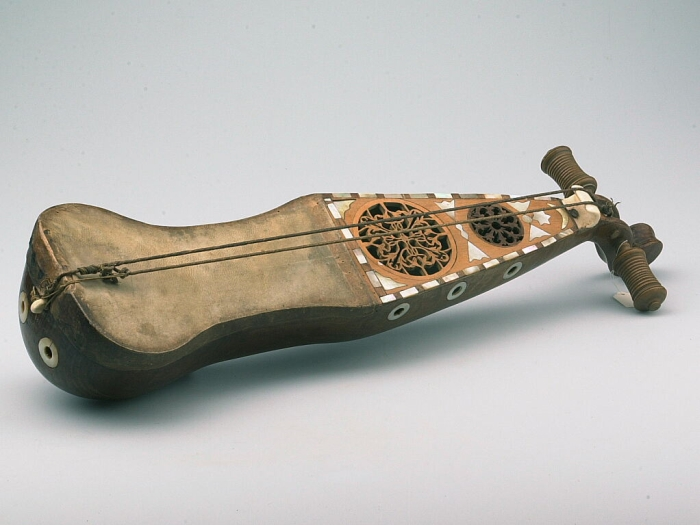
قيثارة أندلسية.

تعتبر آلة القيثارة من أقدم الآلات التي عرفها الإنسان، فقد جاء وصفها في كثير من الوثائق والمخطوطات التي تعود للتاريخ الفارسي والرومي.
تم العثور على نحت حجري عمره 3300 عام يظهر شاعر حثي يقوم بالعزف على آلة وترية في بابل، ويعتبر هذا التمثيل الأيقوني أقدم تمثيل أيقوني تم العثور عليه لآلة وترية لها تشابه كبير مع آلة القيثارة، مما يشير إلى أن أصول القيثارة تعود إلى بلاد بابل.
جلب العرب أول الجيتارات التي وصلت أوروبا إلى إسبانيا في القرن العاشر. الشكل الحديث ظهر في هذا البلد، بعد عدة تطورات للقيثارات اللاتينية والمورسكية، بدون شك مروراً بالفيهويلا ورغم أنها قريبة من العود إلا أنها تمثل عائلة مختلفة وتطورهما منفصل. ومهما طرأ عليها من تغيرات متتالية فإنها تظل محتفظة بأصالتها منذ خرجت للوجود كآلة شعبية لا تضاهى.

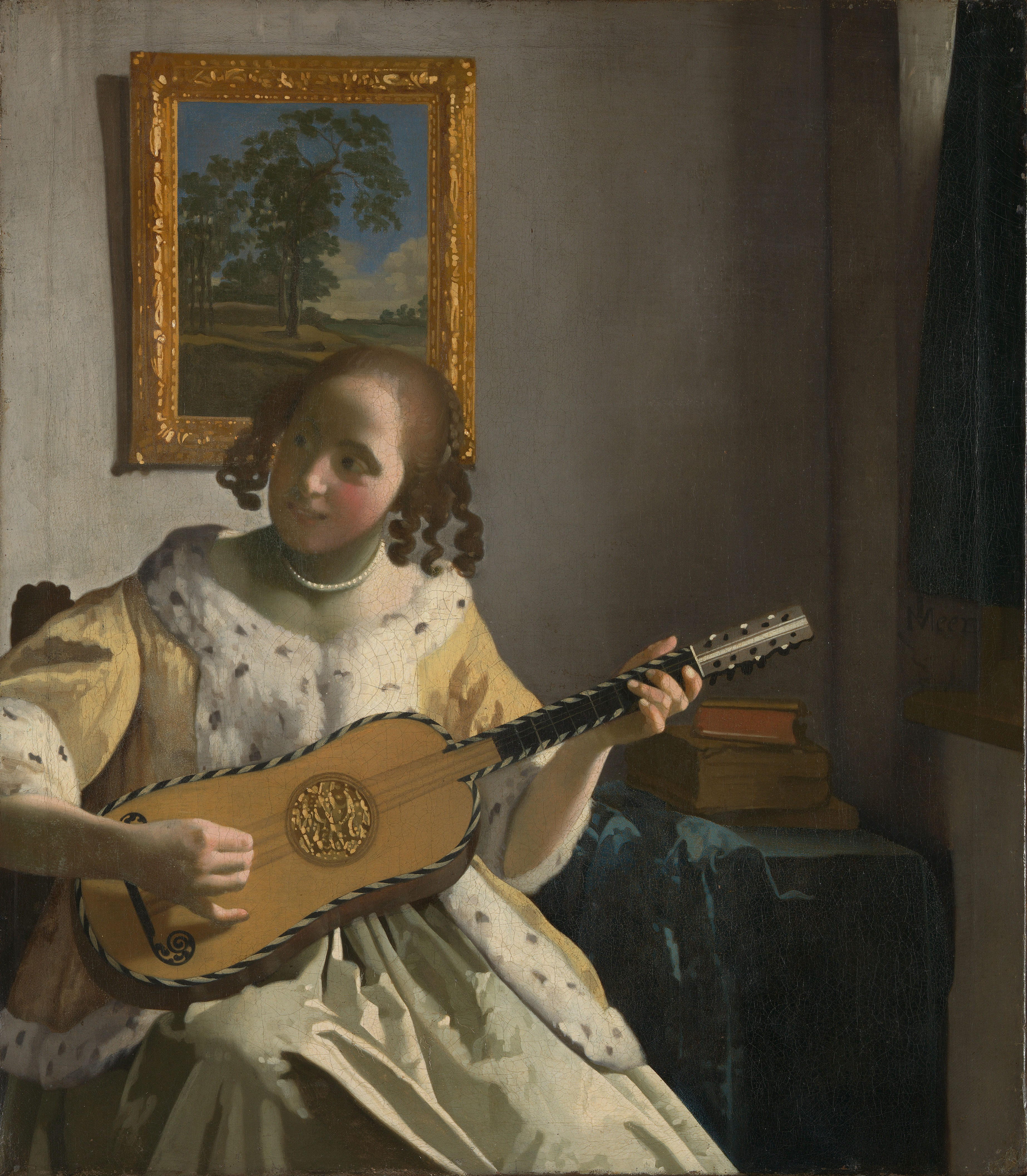
لوحة "لاعبة القيثارة" لجون فرمير فان دلفت

أنطونيو دو توراس صانع إسباني أعطى للقيثارة الشكل والحجم الذي تأخذه الجيتار التقليدية اليوم.

## التاريخ
قبل تطوير الغيتار الكهربائي واستخدام المواد الاصطناعية، تم تعريف الغيتار باعتبارها أداة وجود «رقبة طويلة، خفت خشبية مسطحة بموجه الصوت، الأضلاع، ومسطحة الظهر، في معظم الأحيان مع الجانبين انكورفيد». يستخدم هذا المصطلح للإشارة إلى عدد من نغمات الحبال التي تم تطويرها واستخدامها في جميع أنحاء أوروبا، بدءًا من القرن الثاني عشر، وبعد ذلك في الأمريكتين. نحت على الحجر يبلغ من العمر 3300 عام لشاعر حثي يعزف على آلة وترية هو أقدم تمثيل أيقوني لآلة موسيقية وترية من الألواح الطينية من بابل تظهر الناس وهم يعزفون على آلة تشبه الجيتار بشدة، مما يشير إلى احتمال وجود بابلي. أصل الجيتار.
تم تطبيق جيتار الكلمة الحديثة، وأسلافها، على مجموعة متنوعة من الأوتار منذ العصور المعهودة، وبالتالي تسبب الارتباك. الكلمة الإنجليزية الغيتار، الألمانية جيتارر، والفرنسي جيتار تم اعتماد كل من الاسباني الغيتار، والتي تأتي من الأندلسية العربية قيثارة (qīthārah) واللاتينية كيتارا، والتي بدورها جاءت من اليونانية القديمة كياوبا (غيتار). تظهر كيتارا في الكتاب المقدس أربع مرات (1 كو 14: 7، رؤيا 5: 8، 14: 2 و 15: 2)، وعادة ما تُترجم إلى الإنجليزية على شكل قيثارة.
تم الاستشهاد بالعديد من التأثيرات على أنها سوابق للغيتار الحديث. على الرغم من ضياع تطوير أقدم «القيثارات» في تاريخ إسبانيا في العصور الوسطى، يُشار إلى أداتين على أنهما أكثر أسلافهما تأثيرًا، العود الأوروبي وابن عمه، العود ذو الأربع أوتار؛ تم جلب الأخير إلى أيبيريا من قبل المغاربة في القرن الثامن.
ما لا يقل عن اثنين من الآلات المسماة «القيثارات» كانت قيد الاستخدام في إسبانيا بحلول عام 1200: غيتار لاتينا (الغيتار اللاتيني) وما يسمى غيتاررا موريسكا (الغيتار المغربي). كان للجيتار موريسكا ظهر مستدير ولوحة أصابع عريضة وعدة فتحات صوتية. كان للغيتار لاتينا فتحة صوت واحدة وعنق أضيق.وبحلول القرن الرابع عشر، تم إسقاط التصنيفين «موريسكا» أو «موريسكا» و «لاتينا»، وكان يشار إلى هذين الكوردوفونيين ببساطة باسم القيثارات.
تعتبر الفيلة الإسبانية، التي تسمى بالإيطالية «فيولا دا مانو»، وهي آلة تشبه الجيتار في القرنين الخامس عشر والسادس عشر، على نطاق واسع أهم تأثير منفرد في تطوير الغيتار الباروكي. وكان ست دورات (عادة)، العود مثل ضبط في أرباع والغيتار مثل الجسم، على الرغم من التأكيدات في وقت مبكر تكشف عن أداة مع الخصر خفض حاد. كانت أيضًا أكبر من القيثارات المعاصرة المكونة من أربعة أطباق. وبحلول القرن 16، كان بناء على فيهولا أكثر من القواسم المشتركة مع الغيتار الحديث، مع منحني قطعة واحدة أضلاعه، من مع فيول، وأشبه ما تكون نسخة أكبر من المعاصرة اربع بالطبع القيثارات. تمتعت فيهيولا لفترة قصيرة نسبيًا من الشعبية في إسبانيا وإيطاليا خلال حقبة هيمن عليها العود في أماكن أخرى في أوروبا؛ ظهرت آخر موسيقى منشورة للآلة عام 1576.
في هذه الأثناء، حظي الجيتار الباروكي المكون من خمسة أصناف، والذي تم توثيقه في إسبانيا من منتصف القرن السادس عشر، بشعبية، خاصة في إسبانيا وإيطاليا وفرنسا من أواخر القرن السادس عشر إلى منتصف القرن الثامن عشر. في البرتغال، تشير كلمة فيولا إلى الجيتار، حيث تعني جيتاررا «الجيتار البرتغالي»، وهي مجموعة متنوعة من الخزانات.
كان هناك العديد من الآلات المقطوعة التي تم اختراعها واستخدامها في أوروبا خلال العصور الوسطى. بحلول القرن السادس عشر، سقطت معظم أشكال الجيتار، ولن نراها مرة أخرى. ومع ذلك، في منتصف القرن السادس عشر، تم إنشاء الجيتار ذي الخمس مراحل. لم تكن عملية مباشرة. كان هناك نوعان من القيثارات المكونة من خمسة دورات، واختلفوا في موقع الثلث الرئيسي وفي نمط الفاصل.يمكن وضع الدورة الخامسة على الآلة، لأنه كان من المعروف أنها تعزف سبع عشرة نوتة موسيقية أو أكثر. نظرًا لأن الجيتار يحتوي على وتر خامس، فقد كان قادرًا على تشغيل هذا القدر من النغمات. تم ضبط أوتار الجيتار في انسجام تام، لذلك، بعبارة أخرى، تم ضبطها عن طريق وضع إصبع على الحنق الثاني من أنحف وتر وضبط الجيتار الأسفل إلى الأعلى. كانت الأوتار عبارة عن مجموعة أوكتاف كاملة منفصلة عن بعضها البعض، وهذا هو سبب اختلاف طريقة الضبط. نظرًا لأنه كان مختلفًا تمامًا، كان هناك جدل كبير حول من أنشأ الجيتار المكون من خمسة دورات. مصدر أدبي، دوروتيا لوبي دي فيغا، يعطي الفضل للشاعر والموسيقي فيسنتي إسبينيل. تم تكرار هذا الادعاء أيضًا من قبل نيكولا دويزي دي فيلاسكو في عام 1640، ولكن تم دحض هذا الادعاء من قبل الآخرين الذين ذكروا أن سنة ميلاد إسبينيل (1550) تجعل من المستحيل عليه أن يكون مسؤولاً عن التقليد. كان يعتقد أن الضبط هو السبب في أن الآلة أصبحت تعرف باسم الغيتار الإسباني في إيطاليا. حتى في وقت لاحق، في نفس القرن، كتب غاسبار سانز أن دولًا أخرى مثل إيطاليا أو فرنسا أضافت إلى الغيتار الإسباني. حتى أن كل هذه الدول قلدت الجيتار المكون من خمسة صفوف من خلال «إعادة إنشاء» الغيتار الخاص بهم.
أخيرًا، حوالي عام 1850، تم اتباع شكل وهيكل الغيتار الحديث من قبل صناع إسبان مختلفين مثل مانويل دو سوتو يي سولاريس وربما أهم صانعي الجيتار أنطونيو توريس خورادو، الذين زادوا من حجم جسم الجيتار، وقاموا بتعديله. النسب، واخترعوا النمط المبتكر المريح للمروحة. يعتبر التعزيز، الذي يشير إلى النمط الداخلي للتعزيزات الخشبية المستخدمة لتأمين الجزء العلوي من الجيتار وظهره ومنع الآلة من الانهيار تحت التوتر، عاملاً مهمًا في كيفية صوت الجيتار. حسّن تصميم توريس بشكل كبير من حجم ونغمة وإسقاط الأداة، وظل بشكل أساسي دون تغيير منذ ذلك الحين.

## أنواع

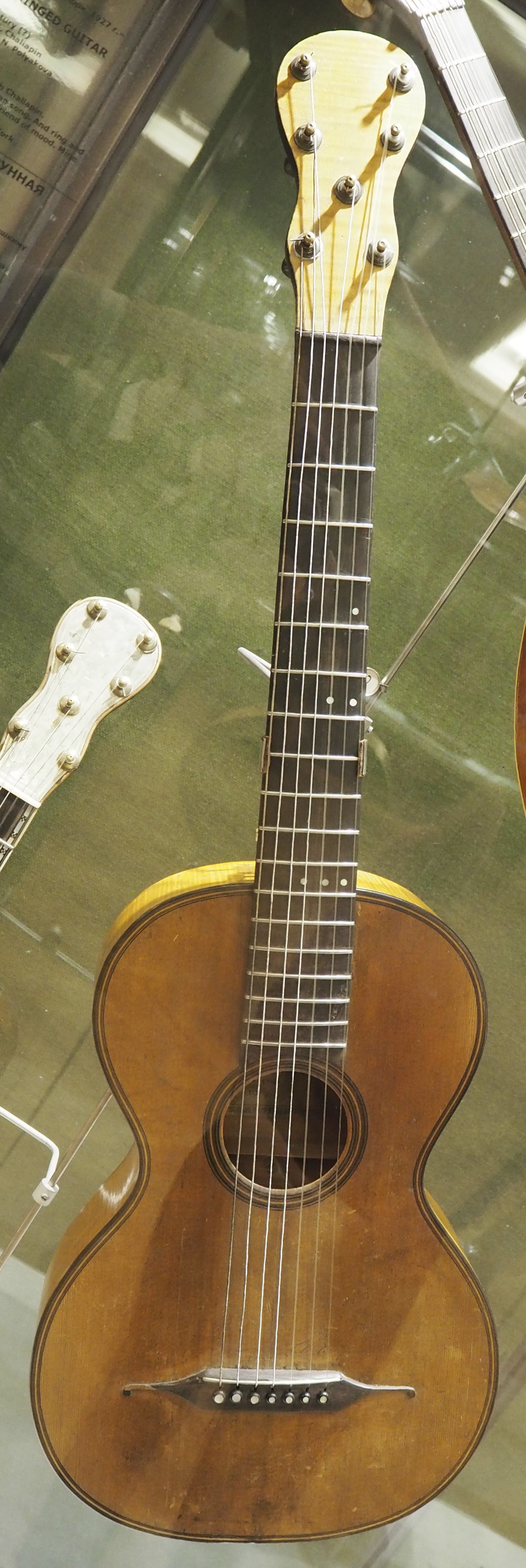
غيتار تاتيانا ديميانوفا

يمكن تقسيم القيثارات إلى فئتين عريضتين، القيثارات الصوتية والكهربائية. ضمن كل فئة من هذه الفئات، هناك أيضًا فئات فرعية أخرى. على سبيل المثال، يمكن شراء الغيتار الكهربائي في نموذج من ستة أوتار (النموذج الأكثر شيوعًا) أو في نماذج من سبعة أو اثني عشر سلسلة.

### الغيتار الصوتي
تشكل القيثارات الصوتية عدة فئات فرعية بارزة داخل مجموعة الغيتار الصوتية: القيثارات المعهودة والفلامنكو. القيثارات ذات الأوتار الفولاذية، والتي تشمل الجيتار المسطح أو «الشعبي»؛ القيثارات الإثني عشر سلسلة. والجيتار ذو القمة المقوسة. تشتمل مجموعة الجيتار الأكوستيك أيضًا على جيتار غير مضخم مصمم للعب في سجلات مختلفة، مثل جيتار الباص الأكوستيك، الذي يتميز بضبط مشابه لضبط جيتار الباص الكهربائي.

#### عصر النهضة والباروك
عصر النهضة والباروك القيثارات هي الأجداد من الحديث المعهود والغيتار الفلامنكو. فهي أصغر حجمًا، وأكثر حساسية في البناء، وتولد حجمًا أقل. يتم إقران الأوتار في الدورات التدريبية كما هو الحال في غيتار حديث مكون من 12 وترًا، ولكن لديهم فقط أربع أو خمس دورات من الأوتار بدلاً من ستة أوتار مفردة تستخدم عادةً الآن. كانت تستخدم في كثير من الأحيان كأدوات إيقاعية في الفرق أكثر من كونها آلات منفردة، وغالبًا ما يمكن رؤيتها في هذا الدور في العروض الموسيقية المبكرة.في عصر النهضة والباروك تتميز القيثارات بسهولة، لأن غيتار النهضة هو عادي جدا والغيتار الباروك المزخرفة جدا، مع تطعيمات من العاج أو الخشب في جميع أنحاء العنق والجسم، و «كعكة زفاف» مقلوبة بقطع ورق داخل الفتحة.

#### كلاسيكي
القيثارات المعهودة، والمعروفة أيضًا باسم القيثارات «الإسبانية»،  عادةً ما يتم ربطها بأوتار من النايلون، ويتم نتفها بالأصابع، ويتم العزف عليها في وضع الجلوس، وتُستخدم في العزف على مجموعة متنوعة من الأساليب الموسيقية بما في ذلك الموسيقى المعهودة. تسمح رقبة الجيتار المعهودة العريضة والمسطحة للموسيقي بالعزف على المقاييس وتتابعات الأصوات وبعض أشكال الوتر بسهولة أكبر وبتداخل أوتار أقل مجاورة مقارنة بالأنماط الأخرى للجيتار. القيثارات الفلامنكو متشابهة جدًا في البناء، لكنها مرتبطة بنبرة أكثر إيقاعًا. في البرتغال، غالبًا ما تُستخدم الأداة نفسها مع أوتار فولاذية خاصة في دورها في موسيقى الفادو. يُطلق على الجيتار اسم فيولا، أو فيولاو في البرازيل، حيث يتم استخدامه غالبًا مع وتر سابع إضافي بواسطة موسيقيي تشورو لتوفير دعم إضافي للباس.
في المكسيك، والشعبية مريش تضم الفرقة مجموعة من القيثارات، من صغير ريكينتو إلى جيتاررون، الغيتار أكبر من التشيلو، والتي يتم ضبطها في السجل باس. في كولومبيا، تشتمل الرباعية التقليدية على مجموعة من الأدوات أيضًا، من باندولا الصغيرة (المعروفة أحيانًا باسم ديلوز - غواتيري، للاستخدام عند السفر أو في الغرف أو المساحات الضيقة)، إلى تيبا الأكبر قليلاً، إلى المعهودة بالحجم الكامل غيتار. يظهر التكرار أيضًا في بلدان أمريكا اللاتينية الأخرى كعضو مكمل في عائلة الجيتار، بحجمه وحجمه الأصغر، مما يسمح بمزيد من الإسقاط لعزف الألحان أحادية الخط. أنشأ الإسباني أنطونيو دي توريس خورادو (1817-1892) الأبعاد الحديثة للآلة المعهودة.

#### اعلى مستوى
القيثارات ذات القمة المسطحة أو القيثارات الفولاذية تشبه الجيتار المعهود، ومع ذلك، ضمن الأحجام المتنوعة للجيتار ذي الأوتار الفولاذية، يكون حجم الجسم عادةً أكبر بكثير من الجيتار المعهود، وله رقبة أضيق ومعززة وتصميم هيكلي أقوى. تم تطوير دعامة اكس القوية النموذجية للخيط الفولاذي في أربعينيات القرن التاسع عشر من قبل المصانع الألماني الأمريكي، ومن أشهرهم كريستيان فريدريش «سي أف» مارتن. كانت قوة النظام تُستخدم في الأصل على الآلات المربوطة بالأمعاء، مما سمح للجيتار بمقاومة التوتر الإضافي للأوتار الفولاذية عندما ظهر هذا المزيج المحظوظ في أوائل القرن العشرين. تنتج الأوتار الفولاذية نغمة أكثر إشراقًا، ووفقًا للعديد من اللاعبين، صوت أعلى. يُستخدم الجيتار الصوتي في العديد من أنواع الموسيقى بما في ذلك الموسيقى الشعبية والكنترية والبلوجراس والبوب والجاز والبلوز. العديد من الاختلافات ممكنة من أو أو وبارلور بالحجم المعهود تقريبًا إلى دريدنوت الكبير (النوع الأكثر شيوعًا) وجامبو. تقدم اوفاتايشن تباينًا حديثًا، مع مجموعة مستديرة من الخلف / الجانب مصبوب من مواد اصطناعية.

#### أرشتوب
قيثارات أرشتوب هي أدوات ذات أوتار فولاذية يتم فيها نحت الجزء العلوي (وغالبًا ما يكون الجزء الخلفي) للأداة، من قطعة صلبة، إلى شكل منحني وليس مسطحًا. يُنسب هذا البناء الشبيه بالكمان عادةً إلى الأمريكي أورفيل جيبسون. قدم لويد لور من شركة جيبسون ماندولين -غيتار أم أف جي. تصميم الفتحة المستوحاة من الكمان على شكل حرف «أف» الإنكليزي والتي ترتبط الآن عادةً بجيتار آرتشتوب، بعد تصميم نمط من الماندولين من نفس النوع. يحتوي الغيتار النموذجي على هيكل كبير وعميق ومجوف يشبه شكله إلى حد كبير شكل المندولين أو آلة عائلة الكمان. في الوقت الحاضر، تم تجهيز معظم أسطح القوس بأجهزة التقاط مغناطيسية، وبالتالي فهي صوتية وكهربائية. اعتمدت أف-حفرة الاركتوبى القيثارات على الفور، بعد الإفراج عنهم، من قبل كل من موسيقى الجاز والبلاد الموسيقيين، وظلت شعبية خاصة في موسيقى الجاز، وعادة مع سلاسل فلاتووند.

#### مرنان، رنيني أو دوبروس
اخترع السلوفاكي الأمريكي جون دوبيرا (1893-1988) جميع الأنواع الرئيسية الثلاثة من القيثارات الرنانة لشركتي ناشيونال ودوبرو (دوبييرا برو ثير). على غرار الغيتار ذو القمة المسطحة في المظهر، ولكن بجسم قد يكون مصنوعًا من النحاس الأصفر أو الفضة أو النيكل أو الفولاذ وكذلك الخشب، يتم إنتاج صوت جيتار الرنان بواسطة واحد أو أكثر من مخاريط الرنان المصنوعة من الألومنيوم المثبتة في المنتصف من الأعلى. وبالتالي فإن المبدأ المادي للجيتار يشبه مكبر الصوت.
كان الغرض الأصلي من الرنان هو إنتاج صوت عالي جدًا ؛ تم استبدال هذا الغرض إلى حد كبير بالتضخيم الكهربائي، ولكن لا يزال يتم العزف على جيتار الرنان بسبب نغمة مميزة. قد تحتوي القيثارات الرنانة على واحد أو ثلاثة من أقماع الرنان. طريقة نقل الرنين الصوتي إلى المخروط هي إما جسر «بسكويت»، مصنوع من قطعة صغيرة من الخشب الصلب عند قمة المخروط (المواطنون)، أو جسر «عنكبوتي»، مصنوع من المعدن ومركب حول حافة المخروط (المقلوب) (دوبروس). تستخدم الرنانات ثلاثية المخروط دائمًا جسرًا معدنيًا متخصصًا. نوع الجيتار الرنان الذي يحتوي على رقبة ذات مقطع عرضي مربع - يسمى «رقبة مربعة» أو «هاواي» - يتم العزف عليه وجهه لأعلى، على حضن العازف الجالس، وغالبًا بشريحة معدنية أو زجاجية. عادةً ما تُعزف القيثارات الرنانة ذات الرقبة المستديرة بنفس طريقة العزف على القيثارات الأخرى، على الرغم من استخدام الشرائح غالبًا، خاصةً في موسيقى البلوز.

#### اثني عشر سلسلة
على الغيتار اثني عشر سلسلة وعادة ما سلاسل الصلب، ويستخدم على نطاق واسع في الموسيقى الشعبية، البلوز، والروك أند رول. بدلاً من وجود ستة أوتار فقط، يحتوي الجيتار المكون من 12 وترًا على ست دورات مكونة من خيطين لكل منهما، مثل المندولين أو العود. يتم ضبط أعلى دورتين في انسجام تام، بينما يتم ضبط الدورتين الأخريين في أوكتافات. يتكون الجيتار المكون من 12 وترًا أيضًا في أشكال كهربائية. كان الصوت الشبيه بالرنين للغيتار الكهربائي المكون من 12 وترًا هو أساس جانجل بوب.

#### صوت جهير
الغيتار الصوتي هو آلة باس ذات جسم خشبي مجوف يشبه، على الرغم من أنه عادة ما يكون أكبر إلى حد ما، من الغيتار الصوتي المكون من 6 أوتار. مثل التقليدية الغيتار باس الكهربائية وكمان، لباس الغيتار الصوتية ديه عادة أربع سلاسل، التي يتم ضبطها عادة إي أي دي جي (EADG)، وهو اوكتاف دون أدنى أربع سلاسل الغيتار 6 سلسلة، وهو نفس ضبط الملعب باعتبارها باس الكهربائية غيتار. في حالات نادرة، يمكن العثور عليها مع 5 أو 6 أوتار، والتي توفر نطاقًا أوسع من النوتات التي يمكن عزفها بحركة أقل لأعلى وأسفل الرقبة.

### الغيتار الكهربائي
يمكن أن تحتوي القيثارات الكهربائية على أجسام صلبة أو شبه مجوفة أو مجوفة ؛ تنتج الأجسام الصلبة القليل من الصوت بدون تضخيم. على النقيض من الغيتار الصوتي القياسي، تعتمد القيثارات الكهربائية بدلاً من ذلك على التقاطات كهرومغناطيسية، وأحيانًا التقاطات كهرو-ضغطية، والتي تحول اهتزاز الأوتار الفولاذية إلى إشارات، يتم تغذيتها إلى مكبر للصوت من خلال كابل توصيل أو جهاز إرسال راديو. يتم تعديل الصوت بشكل متكرر بواسطة الأجهزة الإلكترونية الأخرى (وحدات التأثيرات) أوالتشويه الطبيعي للصمامات (الأنابيب المفرغة) أو المضخم الأولي في مكبر الصوت. هناك نوعان رئيسيان من الالتقاطات المغناطيسية، الملف الفردي والمزدوج (أو همباكر)، يمكن أن يكون كل منهما سلبيًا أو نشطًا. يتم استخدام الغيتار الكهربائي على نطاق واسع في موسيقى الجاز، البلوز، أر أند بي، والروك أند رول. اخترع جورج بوشامب أول لاقط مغناطيسي ناجح للغيتار، وتم دمجه في 1931 رو-بات-إن (لاحقًا ريكين باكر) «المقلاة» لاب ستيل؛ سرعان ما بدأت الشركات المصنعة الأخرى، ولا سيما جيبسون، في تثبيت سيارات بيك آب في طرازات أرشتوب. بعد الحرب العالمية الثانية، اشتهر جيبسون بالكهرباء الصلبة بالكامل بالتعاون مع ليه بول، وبشكل مستقل من قبل ليو فيندر أوف فيندر ميوزيك. انخفاض الفريتس العمل (ذروة سلاسل من الأصابع) وأخف وزنا (أرق) السلاسل، والتضخيم الكهربائية التي تضفي على الغيتار الكهربائي لتقنيات أقل استخداما على القيثارات الصوتية. وتشمل هذه التنصت، الاستخدام الواسع النطاق لل منبسط ومتساوي من خلال سحب العرضية ومطرقة فيرفكس (المعروف أيضا باسم الافتراءات)، قرصة التوافقيات، تتضخم حجم، واستخدام اهتزاز الذراع أو آثار الدواسات.
تتميز بعض موديلات الجيتار الكهربائي بمفاتيح بيك آب كهرضغطية، والتي تعمل كمحولات طاقة لتوفير صوت أقرب إلى صوت الجيتار الصوتي مع قلب مفتاح أو مقبض، بدلاً من تبديل القيثارات. تُعرف أحيانًا تلك التي تجمع بين التقاطات الكهروضغطية والتقاطات المغناطيسية بالقيثارات الهجينة.
الهجين من القيثارات الصوتية والكهربائية هي أيضا شائعة. هناك أيضًا أنواع أكثر غرابة، مثل القيثارات ذات اثنين أو ثلاثة أعناق،  أو نادرًا ما تكون أربعة أعناق، وجميع أنواع ترتيبات الأوتار البديلة، ولوحات الأصابع الخالية من الحواف (تُستخدم بشكل حصري تقريبًا على القيثارات الجهير، والتي تهدف إلى محاكاة صوت وضع الوقوف باس)، جيتار محيطي 5.1، وهكذا.

#### سبعة خيوط وثمانية أوتار
تم نشر القيثارات الصلبة ذات السبع أوتار في الثمانينيات والتسعينيات. يذهب فنانون آخرون إلى أبعد من ذلك، باستخدام جيتار من ثمانية أوتار مع وترين منخفضين للغاية. على الرغم من أن السلسلة السبعة الأكثر شيوعًا تحتوي على سلسلة بي منخفضة، إلا أن روجر ماكجوين (من ذا بايرد وريكينباكر) يستخدم سلسلة أوكتاف جي مقترنة بسلسلة جي العادية كما هو الحال في جيتار مكون من 12 سلسلة، مما يسمح له بدمج عناصر شيمينج 12 سلسلة في العزف القياسي بستة أوتار. في عام 1982، طور أولي جون روث «غيتار السماء» مع عدد كبير جدًا من الحنق، والذي كان أول غيتار يدخل في المسجلات العلوية للكمان. يتميز غيتار روث ذو السبعة أوتار و «مايتي وينغ» بمدى أوكتاف أوسع.

#### المستخلص
يتشابه غيتار الجهير (ويسمى أيضًا «الجهير الكهربائي»، أو ببساطة «الجهير») في المظهر والبناء للغيتار الكهربائي، ولكن مع رقبة وطول مقياس أطول، وأربعة إلى ستة أوتار. عادةً ما يتم ضبط الجهير رباعي الأوتار، وهو الأكثر شيوعًا إلى حد بعيد، مثل الجهير المزدوج، والذي يتوافق مع نغمات أوكتاف واحدة أقل من أربعة أوتار ذات نغمة منخفضة للغيتار (E و A و D و G). غيتار الجهير هو أداة نقل، حيث يتم تدوينه في المفتاح الموسيقي الجهير بأوكتاف أعلى مما يبدو (كما هو الحال مع الجهير المزدوج) لتجنب الحاجة إلى خطوط دفتر الأستاذ المفرطة أسفل طاقم العمل. مثل الجيتار الكهربائي، يحتوي الغيتار الجهير على التقاطات ويتم توصيله بمكبر للصوت ومكبر الصوت للعروض الحية.

## أعمال بناء

### اليد
يمكن صنع القيثارات الحديثة لتناسب كلا من اللاعبين الذين يستخدمون اليد اليمنى أو اليسرى. عادة، يتم استخدام اليد المهيمنة (اليد اليمنى في معظم الناس) لنتف أو مداعبة الأوتار. هذا مشابه لاتفاقية عائلة الكمان حيث تتحكم اليد اليمنى في القوس.
في بعض الأحيان، يختار اللاعبون ذوو اليد اليسرى آلة (مرآة) ذات اليد المعاكسة، على الرغم من أن البعض يعزف بطريقة عادية، والبعض الآخر يعزف على الجيتار العادي المعكوس، والبعض الآخر (على سبيل المثال جيمي هندريكس) يعزف على الجيتار العادي إلى الوراء. يختلف هذا التكوين الأخير عن الجيتار الحقيقي المعاكس في أن السرج عادة ما يكون بزاوية بحيث تكون أوتار الجهير أطول قليلاً من الأوتار الثلاثية لتحسين النغمة. لذلك، فإن عكس الأوتار يعكس الاتجاه النسبي للسرج، مما يؤثر سلبًا على التجويد، على الرغم من أنه في حالة هندريكس، يُعتقد أن هذا كان عنصرًا مهمًا في صوته الفريد.

### المكونات

#### الرئيسية
يقع غراب الرأس في نهاية عنق الجيتار بعيدًا عن الجسم. وهي مزودة برؤوس آلية تضبط شد الأوتار، مما يؤثر بدوره على حدة الصوت. تخطيط الموالف التقليدي هو "3 + 3"، حيث يحتوي كل جانب من غراب الرأس على ثلاثة موالفات (مثل جيبسون ليس بولز). في هذا التصميم، تكون أغطية الرأس متماثلة بشكل عام. تتميز العديد من القيثارات بتخطيطات أخرى، بما في ذلك موالفات ستة في الخط (تظهر في فيندر ستراتوكاستر) أو حتى "4 + 2" (مثل إيرني بال ميوسيك مان). بعض القيثارات (مثل ستينبيرجر) لا تحتوي على رؤوس رؤوس على الإطلاق، وفي هذه الحالة توجد آلات الضبط في مكان آخر، إما على الجسم أو الجسر.
الجوز عبارة عن شريط صغير من العظام أو البلاستيك أو النحاس أو الكوريان أو الجرافيت أوالفولاذ المقاوم للصدأ أو أي مادة أخرى صلبة متوسطة، عند المفصل حيث يلتقي غراب الرأس بلوح الفريتس. تقوم أخاديده بتوجيه الأوتار على لوحة الفريتس، مما يوفر وضعًا متسقًا للخيط الجانبي. إنها إحدى نقاط النهاية لطول اهتزاز الأوتار. يجب قصها بدقة، أو يمكن أن تساهم في مشاكل الضبط بسبب انزلاق السلسلة أو أزيز السلسلة. لتقليل احتكاك الوتر في الجوز، والذي يمكن أن يؤثر سلبًا على ثبات الضبط، يستخدم بعض عازفي الجيتار صامولة دوارة. تستخدم بعض الأدوات حنقًا صفريًا أمام الجوز مباشرةً. في هذه الحالة، يتم استخدام الجوز فقط للمحاذاة الجانبية للأوتار، حيث يتم تحديد ارتفاع وطول الوتر بواسطة الحنق الصفري.

#### الرقبة
الغيتار الحنق، الفريتس، الغراب، وقضيب الجمالون، وكلها تعلق على امتداد خشبي طويل، تشكل مجتمعة في الرقبة. عادةً ما يختلف الخشب المستخدم في صناعة لوح الفريتس عن الخشب الموجود في باقي العنق. يكون ضغط الانحناء على الرقبة كبيرًا، خاصةً عند استخدام أوتار ذات مقياس أثقل (انظر الضبط)، وقدرة الرقبة على مقاومة الانحناء (انظر قضيب تروس) مهمة لقدرة الجيتار على الاحتفاظ بخطوات ثابتة أثناء الضبط أو عندما خيوط متوترة. تعد صلابة العنق بالنسبة لجسم الجيتار أحد العوامل المحددة للأداة الجيدة مقابل الآلة ذات الجودة الرديئة.
يمكن أن يختلف شكل العنق (من منظور المقطع العرضي) أيضًا، من منحنى «سي» لطيف إلى منحنى «في» أكثر وضوحًا. هناك العديد من أنواع ملفات تعريف العنق المختلفة المتاحة، مما يمنح عازف الجيتار العديد من الخيارات. قد تكون بعض الجوانب التي يجب مراعاتها في رقبة الجيتار هي العرض الكلي للوحة الفريتس، والمقياس (المسافة بين الحنق)، وخشب العنق، ونوع بناء الرقبة (على سبيل المثال، قد يتم لصق الرقبة أو تثبيتها بمسامير)، وشكل (الملف الشخصي) من مؤخرة العنق. أنواع أخرى من المواد التي استخدمت لصنع رقاب الغيتار هي الجرافيت (في ستينبرجر القيثارات) والألومنيوم (كرامر القيثارات، ترافيس بيان وفيلينو القيثارات)، أو من ألياف الكربون (معامل القيثارات وثريغيتارز). تحتوي القيثارات الكهربائية ذات العنق المزدوج على رقبتين، مما يسمح للموسيقي بالتبديل بسرعة بين أصوات الجيتار.
مفصل العنق أو الكعب هو النقطة التي يتم فيها ربط العنق أو لصقها بجسم الجيتار. تقريبًا جميع القيثارات الصوتية ذات الأوتار الفولاذية، مع الاستثناء الأساسي لـ تايلور، تم لصقها (المعروفة باسم المجموعة)، بينما يتم تصنيع القيثارات الكهربائية باستخدام كلا النوعين. تحتوي معظم القيثارات المعهودة على رقبة وكتلة رأس منحوتة من قطعة واحدة من الخشب، تُعرف باسم «الكعب الإسباني».تشمل مفاصل العنق المثبتة بشكل شائع مفاصل نقر وسان (مثل تلك المستخدمة من قبل سي في مارتين أند سي أو.)، ومفاصل متداخلة (تستخدم أيضًا من قبل سي في مارتين في دي -28 والنماذج المماثلة) ومفاصل رقبة الكعب الإسبانية، والتي سميت باسم الحذاء الذي يشبهونه ويوجد عادة في القيثارات المعهودة. جميع الأنواع الثلاثة توفر الاستقرار.
على الرغم من أنها مرتبطة تاريخياً بأدوات أرخص، إلا أنها توفر مرونة أكبر في إعداد الجيتار، وتسمح بوصول أسهل لصيانة وإصلاح مفصل الرقبة. هناك نوع آخر من الرقبة، متوفر فقط للقيثارات الكهربائية ذات الجسم الصلب، وهو عبارة عن هيكل من العنق من خلال الجسم. تم تصميمها بحيث يقع كل شيء بدءًا من الماكينة إلى أسفل الجسر على نفس قطعة الخشب. ثم يتم لصق جوانب الجيتار (المعروفة أيضًا باسم الأجنحة) بهذه القطعة المركزية. يفضل بعض المصغرين طريقة البناء هذه حيث يزعمون أنها تسمح باستدامة أفضل لكل ملاحظة. قد لا تحتوي بعض الأدوات على مفصل للرقبة على الإطلاق، حيث تكون الرقبة والجوانب مبنية كقطعة واحدة والجسم مبني حولها.
و الأصابع، كما دعا لوحة الفريتس، هو قطعة من الخشب جزءا لا يتجزأ مع الحنق المعدنية التي تضم الجزء العلوي من الرقبة. إنه مسطح على القيثارات المعهودة ومنحني قليلاً بالعرض على القيثارات الصوتية والكهربائية. يُقاس انحناء لوح الفريتس بنصف قطر لوحة الفريتس، وهو نصف قطر دائرة افتراضية يشكل سطح لوحة الفريتس جزءًا منها. كلما كان نصف قطر لوحة الفريتس أصغر، كلما كانت لوحة الفريتس منحنية بشكل ملحوظ. تتميز معظم القيثارات الحديثة بنصف قطر رقبة 12 بوصة، بينما تتميز القيثارات القديمة من الستينيات والسبعينيات بنصف قطر رقبة 6-8 بوصة. يؤدي الضغط على الخيط إلى حنق على لوح الفريتس إلى تقصير طول اهتزاز الوتر بشكل فعال، مما ينتج عنه درجة صوت أعلى.
غالبًا ما تكون ألواح الفريت مصنوعة من خشب الورد، وخشب الأبنوس، والقيقب، وفي بعض الأحيان يتم تصنيعها باستخدام مواد مركبة مثل ايش بي أل أو الراتنج. راجع قسم «العنق» أدناه للتعرف على أهمية طول لوحة الفريتس فيما يتعلق بأبعاد الجيتار الأخرى. تلعب لوحة الأصابع دورًا أساسيًا في النغمة الثلاثية للقيثارات الصوتية. تعد جودة اهتزاز لوحة الأصابع هي السمة الرئيسية لتوليد أفضل نغمة ثلاثية. لهذا السبب، فإن خشب الأبنوس أفضل، ولكن بسبب الاستخدام العالي، أصبح خشب الأبنوس نادرًا ومكلفًا للغاية. اعتمد معظم مصنعي الجيتار خشب الورد بدلاً من خشب الأبنوس.
الحنق
تحتوي جميع القيثارات تقريبًا على حنق، وهي عبارة عن شرائط معدنية (عادة من سبائك النيكل أو الفولاذ المقاوم للصدأ) مدمجة على طول لوحة الفريتس وتقع في نقاط محددة تقسم طول المقياس وفقًا لصيغة رياضية محددة. تشمل الاستثناءات القيثارات الباس الفريتس والقيثارات النادرة للغاية. يؤدي الضغط على الوتر مقابل الحنق إلى تحديد طول اهتزاز الأوتار وبالتالي درجة الصوت الناتجة. يتم تحديد درجة كل حنق متتالية في فاصل زمني من نصف خطوة على المقياس اللوني. تحتوي القيثارات المعهودة القياسية على 19 حنقًا وجيتارًا كهربائيًا بين 21 و 24 حنقًا، على الرغم من صنع القيثارات بما يصل إلى 27 فريتس. تم وضع الحنق لإنجاز تقسيم متساوٍ للأوكتاف. كل مجموعة من اثني عشر فريتا تمثل أوكتاف. يقسم الفريت الثاني عشر طول المقياس إلى نصفين تمامًا، ويقسم موضع الحنق الرابع والعشرين أحد هذين النصفين إلى نصفين مرة أخرى.
و نسبة التباعد اثنين من الحنق على التوالي هي (الجذر الثاني عشر لاثنين). في الممارسة العملية، لوتيير تحديد المواقع الحنق باستخدام ثابت 17.817-تقريبي إلى 1 / (1-1 /). إذا كانت الفريت n هي مسافة x من الجسر، فإن المسافة من (أن + 1) تي ايش إلى الجسر هي x- (x / 17.817).  تتوفر الفريتس في عدة مقاييس مختلفة ويمكن تركيبها وفقًا لتفضيلات اللاعب. من بين هذه الحنق «الجامبو»، والتي لها مقياس أكثر سمكًا، مما يسمح باستخدام تقنية اهتزاز طفيف من دفع الوتر لأسفل بقوة أكبر وأنعم. ألواح الفريتس «الصدفيّة»، حيث يتم «تجريف» خشب لوح الفريتس نفسه بين الحنق، مما يسمح بتأثير اهتزازي دراماتيكي. الحنق الرفيعة، المسطحة كثيرًا، تسمح بحركة خيط منخفضة جدًا، ولكنها تتطلب ظروفًا أخرى، مثل انحناء الرقبة، يتم صيانتها جيدًا لمنع الطنين.

##### قضيب تروس
و قضيب الجمالون هو رقيقة، قضيب معدني قوي الذي يمتد على طول داخل الرقبة. يتم استخدامه لتصحيح التغيرات التي تطرأ على انحناء الرقبة الناتجة عن شيخوخة أخشاب العنق، والتغيرات في الرطوبة، أو للتعويض عن التغيرات في توتر الأوتار. يتم ضبط شد مجموعة القضيب والرقبة بواسطة صمولة سداسية أو مسمار بمفتاح ألين على القضيب، وعادة ما يكون موجودًا إما عند غراب الرأس، أو أحيانًا تحت غطاء، أو داخل جسم الجيتار أسفل لوحة الفريتس ويمكن الوصول إليه من خلال فتحة الصوت. لا يمكن الوصول إلى بعض قضبان الجمالون إلا عن طريق إزالة الرقبة. يتصدى قضيب الجمالون لمقدار التوتر الهائل الذي تضعه الأوتار على الرقبة، مما يعيد الرقبة إلى وضع أكثر استقامة. يؤدي تدوير قضيب الجمالون في اتجاه عقارب الساعة إلى إحكامه، مما يؤدي إلى مقاومة شد الأوتار وتقويم الرقبة أو إنشاء قوس خلفي.يؤدي تدوير قضيب الجمالون في عكس اتجاه عقارب الساعة إلى إرخاءه، مما يسمح لشد الخيط بالعمل على الرقبة وإنشاء قوس أمامي.
يؤثر ضبط قضيب الجمالون على نغمة الجيتار بالإضافة إلى ارتفاع الأوتار من لوحة الأصابع، وهو ما يسمى الإجراء. تقوم بعض أنظمة قضبان الجمالون، التي تسمى أنظمة الجمالون ذات الحركة المزدوجة، بشد كلا الاتجاهين، ودفع الرقبة للأمام والخلف (يمكن لقضبان الجمالون القياسية أن تنطلق فقط إلى النقطة التي لم يعد بعدها يتم ضغط الرقبة وسحبها للخلف). أشار الفنان ولوتير إيرفينج سلون، في كتابه ستيل-سترينغ لبناء الغيتار، إلى أن قضبان الجمالون تهدف في المقام الأول إلى علاج الانحناء المقعر للرقبة، ولكن لا يمكنها تصحيح الرقبة بـ «القوس الخلفي» أو التي أصبحت ملتوية. لا تتطلب القيثارات المعهودة قضبان تروس، حيث تمارس أوتار النايلون الخاصة بها قوة شد أقل مع احتمال أقل للتسبب في مشاكل هيكلية. ومع ذلك، غالبًا ما يتم تقوية أعناقهم بشريط من الخشب الصلب، مثل شريط خشب الأبنوس الذي يمتد أسفل مؤخرة عنق الأرز. لا يوجد تعديل توتر في هذا الشكل من التعزيزات.

##### ترصيع
التطعيمات عبارة عن عناصر بصرية موضوعة على السطح الخارجي للجيتار، لأغراض الديكور والأغراض الفنية، وفي حالة العلامات الموجودة على الحنق الثالث والخامس والسابع والثاني عشر (وفي الأوكتافات الأعلى)، لتزويد العازف بالإرشاد حول موقع الحنق على الآلة. المواقع النموذجية للترصيع هي على لوحة الفريتس، وغراب الرأس، وعلى القيثارات الصوتية حول فتحة الصوت، والمعروفة باسم الوردة.تتراوح التطعيمات من النقاط البلاستيكية البسيطة على لوحة الفريتس إلى الأعمال الفنية المعقدة التي تغطي السطح الخارجي بالكامل للغيتار (الأمامي والخلفي). استخدم بعض عازفي الجيتار مصابيح أل إي دي في لوحة الفريتس لإنتاج تأثيرات إضاءة فريدة على المسرح. غالبًا ما تتشكل حشوات لوح الفريتس مثل النقاط أو الأشكال الماسية أو متوازي الأضلاع أو الكتل الكبيرة بين الحنق.
عادة ما تكون النقاط مطعمة بالحافة العلوية للوحة الفريتس في نفس المواضع، صغيرة بما يكفي لتكون مرئية للاعب فقط. تظهر هذه عادةً على الحنق المرقّم الفردي، ولكن أيضًا في الحنق الثاني عشر (علامة الأوكتاف الواحد) بدلاً من الحنق الحادي عشر والثالث عشر. تحتوي بعض الأدوات القديمة أو المتطورة على ترصيع مصنوع من عرق اللؤلؤ أو أذن البحر أو العاج أو الخشب الملون أو مواد وتصميمات غريبة أخرى. غالبًا ما تكون الحشوات البسيطة مصنوعة من البلاستيك أو مطلية. نادرًا ما تحتوي القيثارات المعهودة الراقية على حشوات فريتس حيث من المتوقع أن يعرف اللاعب المدرب جيدًا طريقه أو طريقها حول الآلة الموسيقية. بالإضافة إلى ترصيع لوحة الفريتس، يتم أيضًا ترصيع غراب الرأس وثقب الصوت بشكل متكرر. غالبًا ما يتم ترصيع شعار الشركة المصنعة أو التصميم الصغير في غراب الرأس. تختلف تصميمات روسيت من دوائر بسيطة متحدة المركز إلى نقش دقيق يحاكي الوردة التاريخية للعود. أحيانًا تكون الارتباطات التي تحيط بالإصبع ولوحات الصوت مطعمة. تحتوي بعض الأدوات على شريط حشو يمتد بطول وخلف العنق، ويستخدم للقوة أو لملء التجويف الذي تم من خلاله تثبيت قضيب الجمالون في الرقبة.

#### الجسم
في القيثارات الصوتية، ينتقل اهتزاز الأوتار عبر الجسر والسرج إلى الجسم عبر لوحة الصوت. عادة ما تكون لوحة الصوت مصنوعة من خشب متناغم مثل خشب التنوب أو الأرز. يتم اختيار تيمبير للأخشاب النغمة لكل من القوة والقدرة على نقل الطاقة الميكانيكية من الأوتار إلى الهواء داخل جسم الجيتار.يتشكل الصوت بشكل أكبر من خلال خصائص التجويف الرنين لجسم الجيتار. في الآلات باهظة الثمن، الجسم كله مصنوع من الخشب. في الأدوات الرخيصة، قد يكون الظهر مصنوعًا من البلاستيك.
في أي آلة صوتية، يعتبر جسم الجيتار محددًا رئيسيًا لجودة الصوت الإجمالية. أعلى الغيتار، أو بموجه الصوت، هو عنصر وضعت بدقة وهندستها مصنوعة من تونوودز مثل شجرة التنوب والأرز الأحمر. يتم تقوية هذه القطعة الرقيقة من الخشب، التي غالبًا ما تكون بسمك 2 أو 3 مم، من خلال أنواع مختلفة من الدعامات الداخلية. يعتبر العديد من عمال التثبيت أن الجزء العلوي هو العامل المهيمن في تحديد جودة الصوت. يتم سماع غالبية صوت الآلة من خلال اهتزاز الجزء العلوي من الجيتار حيث يتم نقل طاقة الأوتار المهتزة إليه. يحتوي جسم الغيتار الصوتي على فتحة صوت يتم من خلالها إخراج الصوت. عادة ما تكون فتحة الصوت عبارة عن فتحة دائرية في الجزء العلوي من الجيتار أسفل الأوتار. يهتز الهواء داخل الجسم حيث يتم اهتزاز الجزء العلوي من الجيتار والجسم بواسطة الأوتار، وتتميز استجابة تجويف الهواء عند الترددات المختلفة، مثل باقي جسم الجيتار، بعدد من أوضاع الرنين التي تستجيب فيها بقوة أكبر.
الجزء العلوي والظهر والأضلاع لجسم الجيتار الصوتي رفيعة جدًا (1-2 مم)، لذلك يتم لصق قطعة مرنة من الخشب تسمى البطانة في الزوايا حيث يلتقي الضلع مع الجزء العلوي والخلفي. يوفر هذا التعزيز الداخلي من 5 إلى 20 مم من منطقة اللصق الصلبة لمفاصل الزاوية هذه. غالبًا ما تُستخدم البطانات الصلبة في القيثارات المعهودة، بينما توجد البطانات المشقوقة غالبًا في الصوتيات ذات السلسلة الفولاذية.يُطلق على بطانة كيرفيد أيضًا كيرفينغ لأنها مسجلة أو «مشقوقة» (غير منشورة بشكل كامل) للسماح لها بالانحناء مع شكل الضلع). أثناء البناء النهائي، يتم نقش أو توجيه جزء صغير من الزوايا الخارجية وتعبئتها بمادة ملزمة على الزوايا الخارجية وشرائط زخرفية من المواد بجوار الغلاف، والتي تسمى التصفية. يعمل هذا التجليد على إغلاق حبة نهاية الجزء العلوي والخلفي. يمكن أن تظهر بورفلينج أيضًا على الجزء الخلفي من الغيتار الصوتي، مما يشير إلى مفاصل الحافة في قسمين أو ثلاثة أقسام من الجزء الخلفي. عادة ما تكون مواد التجليد والتصفية مصنوعة من الخشب أو البلاستيك.
لقد تغير حجم الجسم وشكله ونمطه بمرور الوقت. كانت القيثارات التي تعود إلى القرن التاسع عشر، والمعروفة الآن باسم جيتار الصالون، أصغر من الآلات الحديثة. تم استخدام أنماط مختلفة من الدعامة الداخلية بمرور الوقت بواسطة لوتيير. كان توريس وهوسير وراميريز وفليتا وسي.في مارتن من بين المصممين الأكثر تأثيرًا في عصرهم. لا يقتصر الدعم على تقوية الجزء العلوي من الانهيار المحتمل بسبب الإجهاد الناتج عن الأوتار المشدودة، ولكنه يؤثر أيضًا على خصائص الرنين في الجزء العلوي. الجزء الخلفي والجوانب مصنوعة من مجموعة متنوعة من الأخشاب مثل الماهوجني وخشب الورد الهندي وخشب الورد البرازيلي (دالبيرجيا نيجرا). يتم اختيار كل واحدة في المقام الأول لتأثيرها الجمالي ويمكن تزيينها بالترصيع والوردي.
تم تقديم أدوات ذات مساحات أكبر لسطح الجيتار من قبل مارتن في محاولة لإنشاء مستويات صوت أكبر. ترتبط شعبية حجم الجسم «المدرعة» الأكبر بين فناني الأداء الصوتي بحجم الصوت الأكبر الناتج.
معظم أجسام الجيتار الكهربائي مصنوعة من الخشب وتحتوي على واقي من البلاستيك. تعتبر الألواح عريضة بما يكفي لاستخدامها كجسم صلب باهظة الثمن نظرًا لاستنفاد مخزون الخشب الصلب في جميع أنحاء العالم منذ السبعينيات، لذلك نادرًا ما يكون الخشب قطعة واحدة صلبة. معظم الجثث مصنوعة من قطعتين من الخشب وبعضها يشتمل على درز أسفل الخط المركزي للجسم. تشمل الأخشاب الأكثر شيوعًا المستخدمة في بناء جسم الجيتار الكهربائي خشب القيقب، والزيزفون، والرماد، والحور، والألدر، والماهوجني. تتكون العديد من الأجسام من أخشاب جيدة الصوت، ولكنها غير مكلفة، مثل الرماد، مع «قمة»، أو طبقة رقيقة من خشب آخر أكثر جاذبية (مثل خشب القيقب بنمط «لهب» طبيعي) ملتصق بأعلى الخشب الأساسي. غالبًا ما تسمى القيثارات التي تم إنشاؤها على هذا النحو «قمم اللهب». عادة ما يتم نحت الجسم أو توجيهه لقبول العناصر الأخرى، مثل الجسر والبيك اب والعنق والمكونات الإلكترونية الأخرى. تحتوي معظم الأجهزة الكهربائية على طلاء بولي يوريثين أو طلاء نيتروسليلوز. تُستخدم مواد بديلة أخرى للخشب في بناء جسم الجيتار. تتضمن بعض هذه المركبات مركبات الكربون والمواد البلاستيكية مثل البولي كربونات وسبائك الألومنيوم.
الغرض الرئيسي من الجسر الموجود على الغيتار الصوتي هو نقل الاهتزاز من الأوتار إلى لوحة الصوت، والتي تهتز الهواء داخل الجيتار، وبالتالي تضخيم الصوت الناتج عن الأوتار. على جميع القيثارات الكهربائية والصوتية والأصلية، يحمل الجسر الأوتار في مكانها على الجسم. هناك العديد من تصاميم الجسور المتنوعة. قد تكون هناك آلية لرفع أو خفض سروج الجسر لضبط المسافة بين الأوتار ولوحة الفريتس (الحركة)، أو ضبط نغمة الآلة. بعضها محمّل بنابض ويتميز بـ «قضيب الضربة»، وهو ذراع قابل للإزالة يتيح للاعب تعديل الملعب عن طريق تغيير التوتر على الأوتار. يُطلق على شريط الضربة أحيانًا اسم «شريط الاهتزاز». (يسمى تأثير التغير السريع في درجة الصوت «الاهتزاز».) تسمح بعض الجسور أيضًا بالتوليفات البديلة بلمسة زر واحدة.
في جميع القيثارات الكهربائية الحديثة تقريبًا، يحتوي الجسر على سروج قابلة للتعديل لكل وتر بحيث يظل التنغيم صحيحًا لأعلى وأسفل الرقبة. إذا كانت السلسلة المفتوحة متناغمة، ولكنها حادة أو مسطحة عند الضغط على الحنق، فيمكن ضبط موضع سرج الجسر باستخدام مفك براغي أو مفتاح سداسي عشري لمعالجة المشكلة. بشكل عام، يتم تصحيح الملاحظات المسطحة عن طريق تحريك السرج للأمام والملاحظات الحادة عن طريق تحريكها للخلف. على أداة تم ضبطها بشكل صحيح للتنغيم، يكون الطول الفعلي لكل وتر من الجوز إلى سرج الجسر قليلاً، ولكنه أطول بشكل يمكن قياسه من طول مقياس الجهاز. يُطلق على هذا الطول الإضافي اسم التعويض، والذي يعمل على تسطيح جميع النغمات قليلاً للتعويض عن حدة كل النغمات المتوترة الناتجة عن شد الوتر أثناء الحنق.
يشير سرج الجيتار إلى جزء الجسر الذي يدعم الأوتار فعليًا. قد تكون قطعة واحدة (عادةً على القيثارات الصوتية) أو قطع منفصلة، واحدة لكل سلسلة (القيثارات الكهربائية والباس). الغرض الأساسي من السرج هو توفير نقطة نهاية اهتزاز الوتر في الموقع الصحيح للتنغيم الصحيح، وعلى القيثارات الصوتية لنقل الاهتزازات عبر الجسر إلى الخشب العلوي للغيتار. تصنع السروج عادةً من البلاستيك أو العظام للقيثارات الصوتية، على الرغم من أن المواد التركيبية وبعض الأشكال الغريبة لأسنان الحيوانات (مثل الأسنان المتحجرة والعاج وما إلى ذلك) أصبحت شائعة لدى بعض العازفين. عادة ما تكون سروج الجيتار الكهربائية معدنية، على الرغم من توفر بعض السروج الاصطناعية.
عادة ما يكون بيكجارد، المعروف أيضًا باسم الخدش، قطعة من البلاستيك الرقائقي أو مادة أخرى تحمي الجزء العلوي من الجيتار من التلف الناتج عن استخدام الريشة («الانتقاء») أو الأظافر. تقوم القيثارات الكهربائية أحيانًا بتركيب التقاطات والإلكترونيات على بيكجارد. إنها ميزة شائعة في القيثارات الصوتية ذات السلسلة الفولاذية. تتطلب بعض أنماط الأداء التي تستخدم الجيتار كأداة إيقاع (النقر على الجزء العلوي أو الجوانب بين النغمات، وما إلى ذلك)، مثل الفلامنكو، أن يتم تركيب لوح خدش أو أداة ضغط على أدوات أوتار النايلون.

#### سلاسل
الغيتار القياسي، لديه ستة سلاسل، كانت القيثارات المعهودة والفلامنكو تستخدم تاريخياً سلاسل الأمعاء، ولكن حلت محلها مواد بوليمر، مثل النايلون والفلوروكربون. تُصنع أوتار الجيتار الحديثة من المعادن أو البوليمرات أو المواد الحيوانية أو النباتية. قد تحتوي الأدوات التي تستخدم خيوط «فولاذية» على خيوط مصنوعة من سبائك تشتمل على فولاذ أو نيكل أو برونز فسفور. يتم جرح أوتار الجهير لكلا الأداتين بدلاً من الشعيرات الأحادية.

#### بيك اب والالكترونيات
الالتقاطات عبارة عن محولات طاقة متصلة بجيتار تكتشف (أو «تلتقط») اهتزازات الأوتار وتحول الطاقة الميكانيكية للخيط إلى طاقة كهربائية. يمكن بعد ذلكتضخيم الإشارة الكهربائية الناتجة إلكترونيًا. أكثر أنواع البيك أب شيوعًا هو الكهرومغناطيسي في التصميم. تحتوي هذه على مغناطيسات موجودة داخل ملف أو لفائف من الأسلاك النحاسية. عادة ما يتم وضع هذه الالتقاطات مباشرة أسفل أوتار الجيتار. تعمل وحدات الالتقاط الكهرومغناطيسية على نفس المبادئ وبطريقة مماثلة للمولد الكهربائي. يخلق اهتزاز الأوتار تيارًا كهربائيًا صغيرًا في الملفات المحيطة بالمغناطيس. يتم نقل تيار الإشارة هذا إلى مضخم الغيتارالذي يقود مكبر الصوت.
الالتقاطات الكهرومغناطيسية التقليدية هي إما ملف واحد أو ملف مزدوج. إن التقاطات أحادية الملف معرضة للضوضاء الناتجة عن الحقول الكهرومغناطيسية الشاردة، وعادة ما تكون همهمة التردد الرئيسي (60 أو 50 هرتز). أدى إدخال جهاز هامباكر ذو الملف المزدوج في منتصف الخمسينيات من القرن الماضي إلى حل هذه المشكلة من خلال استخدام ملفين، أحدهما سلكي بقطبية متقابلة لإلغاء الحقول الضالة أو «ربطها».
يمكن أن تؤثر أنواع ونماذج التقاطات المستخدمة بشكل كبير على نغمة الجيتار. عادةً ما يرتبط هامباكر، وهما مجموعتان من لفائف المغناطيس متصلان ببعضهما البعض، تقليديًا بصوت أثقل. يستخدم عازفو الجيتار التقاطات أحادية الملف، وهي مغناطيس واحد ملفوف بسلك نحاسي، للحصول على صوت أكثر إشراقًا وأكثر حدة مع نطاق ديناميكي أكبر.
تم تصميم شاحنات الالتقاط الحديثة وفقًا للصوت المطلوب. التقريب المطبق بشكل شائع في اختيار الالتقاط هو أن السلك الأقل (المعاوقة الكهربائية السفلية) يعطي صوتًا أكثر إشراقًا، بينما يعطي المزيد من الأسلاك نغمة «دهنية». تشمل الخيارات الأخرى التبديل المتخصص الذي ينتج عنه تقسيم الملف، داخل / خارج الطور وتأثيرات أخرى. تكون دوائر الجيتار إما نشطة، وتحتاج إلى بطارية لتشغيل داراتها، أو، كما هو الحال في معظم الحالات، مجهزة بدائرة سلبية.
تستخدم القيثارات من نوع فيندر ستراتوكاستر بشكل عام ثلاث آلات التقاط ذات ملف واحد، بينما تستخدم معظم أنواع جيبسون ليس بول آلات الالتقاط هامباكر.
تمثل شاحنات بيك آب الكهرضغطية أو بيزو فئة أخرى من سيارات البيك أب. تستخدم هذه الأجهزة الكهروضغطية لتوليد الإشارة الموسيقية وهي شائعة في القيثارات الكهروضوئية الهجينة. يوجد بلورة أسفل كل خيط، عادة في السرج. عندما يهتز الخيط، يتشوه شكل البلورة، وتنتج الضغوط المرتبطة بهذا التغيير جهودًا صغيرة عبر البلورة يمكن تضخيمها ومعالجتها. عادةً ما تتطلب التقاطات بيزو مضخمًا مسبقًا يعمل بالطاقة لرفع خرجها لتتناسب مع التقاطات الكهرومغناطيسية. يتم توصيل الطاقة عادةً بواسطة بطارية على متن الطائرة.
تتميز معظم القيثارات المزودة بأجهزة الالتقاط بأدوات تحكم مدمجة، مثل مستوى الصوت أو النغمة أو اختيار الالتقاط. في أبسط، وهذه تتكون من عناصر سلبية، مثل الجهد والمكثفات، ولكن يمكن أن تشمل أيضا المتخصصة الدوائر المتكاملة أو المكونات النشطة الأخرى التي تتطلب بطاريات للسلطة، لالتضخيم ومعالجة الإشارات، أو حتى ل ضبط الإلكترونية. في كثير من الحالات، تحتوي الإلكترونيات على نوع من الحماية لمنع التقاط التداخل والضوضاء الخارجية.
قد يتم شحن القيثارات أو تعديلها باستخدام أداة التقاط سداسية، والتي تنتج خرجًا منفصلاً لكل سلسلة، وعادةً ما يتم التقاطها من وحدة التقاط كهرضغطية أو مغناطيسية منفصلة. يتيح هذا الترتيب للإلكترونيات الداخلية أو الخارجية معالجة السلاسل بشكل فردي للنمذجة أو تحويل الواجهة الرقمية للآلات الموسيقية أم أي دي أي (MIDI). يصنع رولاند بيك آب سداسي الصوت «جي كاي» للغيتار والباس، وخط من منتجات تشكيل الجيتار والتوليف.  تستخدم القيثارات فارياكس المجهزة بالسداسية الشكل من الخط 6 إلكترونيات على اللوحة لنمذجة الصوت بعد العديد من الآلات القديمة، وتنويع درجة الصوت على الأوتار الفردية.
تستخدم محولات أم أي دي أي إشارة غيتار سداسية لتحديد خصائص الملعب والمدة والهجوم والانحلال. يرسل أم أي دي أي معلومات الملاحظة إلى جهاز بنك صوت داخلي أو خارجي. الصوت الناتج يحاكي عن كثب العديد من الآلات. يمكن أن يسمح إعداد أم أي دي أي أيضًا باستخدام الجيتار كوحدة تحكم في اللعبة (على سبيل المثال، فرقة سكوير للروك) أو كأداة تعليمية، كما هو الحال معغيتار فريتلايت.

## أجزاء القيثار
- رأس آلة القيثار.
- المفاتيح.
- الرقبة.
- مسطرة آلة القيثار.
- دستان.
- الصندوق الموسيقي لآلة القيثار.
- الصندوق الموسيقي.
- الأوتار.الفرسة.

## الضبط
من الناحية المعيارية، يعتبر الجيتار أداة نقل. يبدو أن نغمة الصوت أقل بمقدار أوكتاف واحد مما هو مسجل في النتيجة.

### اساسي
في الضبط القياسي، يحتوي الوتر C الرئيسي على ثلاثة أشكال بسبب الثلث الرئيسي غير المنتظم بين سلاسل G و B.
يمكن استخدام مجموعة متنوعة من الضبطات. الضبط الأكثر شيوعًا، والمعروف باسم «الضبط القياسي»، يتم ضبط الأوتار من قيمة E منخفضة إلى قيمة E عالية، حيث تعبر نطاق جهازي أوكتاف — إي أي دي جي بي إي EADGBE. عند تشغيل جميع الأوتار، يكون الوتر الناتج هو إي أم 7 / أي دي دي 11.
الملاعب كالتالي:
| خيط     | الملعب العلمي | هيلمهولتز الملعب | الفاصل الزمني من سي الأوسط | التردد (هرتز) |
| ------- | ------------- | ---------------- | -------------------------- | ------------- |
| الأول   | ه 4           | ه '              | الثالث الرئيسي أعلاه       | 329.63        |
| الثاني  | ب 3           | ب                | ثانية ثانوية أدناه         | 246.94        |
| الثالث  | ص 3           | ز                | الرابع المثالي أدناه       | 196.00        |
| الرابعة | د 3           | د                | طفيفة السابعة أدناه        | 146.83        |
| الخامس  | أ 2           | أ                | العاشر طفيف أدناه          | 110.00        |
| السادس  | ه 2           | ه                | قاصر الثالث عشر أدناه      | 82.41         |

يوضح الجدول أدناه اسم النغمة الموجود على الأوتار الستة للجيتار في الضبط القياسي، من الجوز (صفر)، إلى الحنق الثاني عشر.
| 0  | 1  | 2  | 3  | 4  | 5  | 6   | 7  | 8  | 9  | 10 | 11 | 12 |
| -- | -- | -- | -- | -- | -- | --- | -- | -- | -- | -- | -- | -- |
| ه  | F  | و♯ | جي | أ♭ | أ  | ب♭  | ب  | ج  | ج♯ | د  | ه♭ | ه  |
| ب  | ج  | ج♯ | د  | ه♭ | ه  | F   | و♯ | جي | أ♭ | أ  | ب♭ | ب  |
| جي | أ♭ | أ  | ب♭ | ب  | ج  | ج♯  | د  | ه♭ | ه  | F  | و♯ | جي |
| د  | ه♭ | ه  | F  | و♯ | جي | أ ♭ | أ  | ب♭ | ب  | ج  | ج♯ | د  |
| أ  | ب♭ | ب  | ج  | ج♯ | د  | ه♭  | ه  | F  | و♯ | جي | أ♭ | أ  |
| ه  | F  | و♯ | جي | أ♭ | أ  | ب♭  | ب  | ج  | ج♯ | د  | ه♭ | ه  |

في الضبط القياسي للجيتار، يتم قطع فاصل زمني واحد كبير على الثلث خلال أربع فترات رابعة مثالية. في كلضبط عادي، يكون لجميع تتابعات السلسلة نفس الفترة الزمنية.
بالنسبة لأربعة أوتار، يكون الحنق الخامس على وتر واحد هو نفس النغمة المفتوحة مثل الوتر التالي ؛ على سبيل المثال، الملاحظة الخامسة على السلسلة السادسة هي نفس الملاحظة مثل السلسلة الخامسة المفتوحة. ومع ذلك، بين السلاسل الثانية والثالثة، يحدث عدم انتظام: الملاحظة الرابعة - الحرة على السلسلة الثالثة تعادل السلسلة الثانية المفتوحة.

### البديل
تم تطوير الضبط القياسي لتوفير حل وسط جيد بين الإصبع البسيط للعديد من الأوتار والقدرة على عزف المقاييس الشائعة بحركة اليد اليسرى المعقولة. وهناك أيضا مجموعة متنوعة من يشيع استخدامها التضبيط البديلة، على سبيل المثال، فئات مفتوحة، العادية، وانخفض التضبيط.
يشير الضبط المفتوح إلى جيتار يتم ضبطه بحيث ينتج عن العزف على الأوتار المفتوحة وترًا، عادةً ما يكون وترًا رئيسيًا. يتكون الوتر الأساسي من 3 ملاحظات على الأقل وقد يشمل جميع الأوتار أو مجموعة فرعية. يُطلق على الضبط اسم الوتر المفتوح، وأوبين دي وأوبين جي وأي أوبن هي عمليات الضبط الشائعة. يمكن بعد ذلك العزف على جميع الحبال المتشابهة في المقياس اللوني عن طريق منع الحنق الفردي.  التضبيط المفتوحة شائعة في موسيقى البلوز والموسيقى الشعبية، ويتم استخدامها في اللعب من الشرائح وعنق الزجاجة القيثارات.  يستخدم العديد من الموسيقيين النغمات المفتوحة عند العزف على الجيتار المنزلق.
بالنسبة للضبط القياسي، هناك فاصل زمني واحد بالضبط لثلث رئيسي بين الأوتار الثانية والثالثة، وجميع الفواصل الزمنية الأخرى هي أرباع. عدم الانتظام له سعر - لا يمكن تغيير الحبال حول لوحة الفريتس في الضبط القياسي إي أي دي جي بي إي، والذي يتطلب أربعة أشكال وتر للأوتار الرئيسية. هناك أشكال وتر منفصلة للأوتار التي لها جذر على الأوتار الثالثة والرابعة والخامسة والسادسة.
على النقيض من ذلك، فإن الضبط المنتظم له فترات متساوية بين الأوتار،  وبالتالي يكون لها مقاييس متماثلة على طول لوحة الفريتس. هذا يجعل من الأسهل ترجمة الأوتار. بالنسبة لعمليات الضبط المنتظمة، يمكن تحريك الحبال قطريًا حول لوحة الفريتس. تعتبر الحركة القطرية للأوتار بسيطة بشكل خاص بالنسبة للتوليفات المنتظمة المتكررة، وفي هذه الحالة يمكن تحريك الأوتار عموديًا: يمكن تحريك الأوتار بثلاثة أوتار لأعلى (أو لأسفل) في ضبط الثلث الرئيسي ويمكن تحريك الأوتار سلسلتين لأعلى (أو لأسفل) في ضبط الأرباع المعززة. وبالتالي، فإن التوليفات المنتظمة تجذب عازفي الجيتار الجدد وكذلك عازفي الجاز، الذين يتم تبسيط ارتجالهم من خلال فترات منتظمة.
من ناحية أخرى، يصعب العزف على بعض الأوتار في الضبط العادي مقارنةً بالتوليف القياسي. قد يكون من الصعب العزف على الأوتار التقليدية، خاصة في الضبط الموسع للأرباع وضبط جميع الأخماس،  حيث تتطلب المسافات الكبيرة شد اليد. من الصعب عزف بعض الأوتار، وهي تقليدية في الموسيقى الشعبية، حتى في النغمات ذات الأرباع والثلث الرئيسية، والتي لا تتطلب المزيد من تمدد اليد أكثر من الضبط القياسي.
- في ضبط الثلث الرئيسي، يكون الفاصل الزمني بين الأوتار المفتوحة دائمًا هو الثلث الرئيسي. وبالتالي، تكفي أربعة فريتس للعب المقياس اللوني. يعد انعكاس الوتر بسيطًا بشكل خاص في ضبط الأثلاث الرئيسية. يتم قلب الأوتار ببساطة عن طريق رفع نغمة أو اثنتين بثلاث أوتار. يتم تشغيل النغمات المرفوعة بنفس إصبع النغمات الأصلية.  في المقابل، في الضبط القياسي، يعتمد شكل الانعكاسات على مشاركة الثلث الأكبر غير المنتظم.
- يحل الضبط الرباعي محل الثلث الرئيسي بين الأوتار الثالثة والثانية برابعة، مما يوسع الضبط التقليدي لجيتار الباص. مع ضبط جميع الأرباع، يكون تشغيل الثلاثيات أكثر صعوبة، ولكن الارتجال مبسط، لأن أنماط الوتر تظل ثابتة عند تحريكها حول لوحة الفريتس. يستخدم عازف الجاز ستانلي جوردان ضبط جميع الأرباع إي أي دي جي سي في. الأشكال الوترية الثابتة هي ميزة للتوليفات المنتظمة الأخرى، مثل الضبطاتالرئيسية في الثلث وجميع الأخماس.
- تمديد التضبيط من آلات الكمان والتشيلو، كل أخماس ضبط العروض مجموعة سي جي دي أي إي بي الموسعة،  التي كانت مع ذلك من المستحيل تنفيذ على الغيتار التقليدي. ويستخدم كل أخماس ضبط لأدنى خمس سلاسل من ضبط قياسي جديد من روبرت فريب والطلاب السابقين له في غيتار كرافت الدورات. يحتوي الضبط القياسي الجديد على G عالية في السلسلة الأخيرة سي جي دي أي إي -جي.

يُطلق على فئة أخرى من الضبطات البديلة اسم الضبط المسقط، لأن الضبط يسقط أسفل الوتر الأدنى. يؤدي إسقاط أسفل وتر نغمة كاملة إلى ضبط «إسقاط دي». تسمح ملاحظاته ذات السلسلة المفتوحة دي أي دي جي بي إي (من الأقل إلى الأعلى) بصوت عميق دي، والذي يمكن استخدامه في مفاتيح مثل دي ماجور ودي مينور وجي ماجور. يبسط لعب أخماس بسيط (باورشاود). تقوم العديد من فرق الروك المعاصرة بإعادة ضبط جميع الأوتار، على سبيل المثال، ضبط دروب-سي أو دروب -بي.

### سكورداتورا
تقوم العديد من النغمات (التوليفات البديلة) بتعديل الضبط القياسي للعود، خاصة عند تشغيل مجموعة موسيقي من عصر النهضة مكتوبة في الأصل لتلك الآلة. يسقط بعض سكورداتورا نغمة واحدة أو أكثر من الأوتار، مما يتيح الوصول إلى نغمات منخفضة جديدة. تسهل بعض الأسكوردات اللعب بمفاتيح غير عادية.

## مستلزمات
على الرغم من إمكانية العزف على الجيتار بمفرده، إلا أن هناك مجموعة متنوعة من الملحقات الشائعة المستخدمة لحمل الجيتار والعزف عليه.

### كابوتاستو
المقال الرئيسي: كابو
يتم استخدام كابو (اختصار لـ كابوتاستو) لتغيير طبقة الأوتار المفتوحة.  يتم تثبيت الكابو على لوح الفريتس بمساعدة التوتر الزنبركي أو، في بعض النماذج، التوتر المرن. لرفع نغمة الجيتار بنصف نغمة واحدة، يقوم اللاعب بقص الكابو على لوحة الفريتس أسفل الحنق الأول. يسمح استخدامه للاعبين باللعب بمفاتيح مختلفة دون الحاجة إلى تغيير تشكيلات الوتر التي يستخدمونها. على سبيل المثال، إذا أراد عازف الجيتار الشعبي تشغيل أغنية في مفتاح بي ماجور، فيمكنه وضع كابو على الحنق الثاني للآلة، ثم تشغيل الأغنية كما لو كانت في مفتاح أي ماجور، ولكن باستخدام الكابو، ستصدر الآلة أصوات بي ماجور. هذا لأنه مع الكابو الذي يحجب الحنق الثاني بأكمله، فإن الأوتار المفتوحة ستصدر صوتين نصفين (بمعنى آخر، نغمة واحدة) أعلى في طبقة الصوت. على سبيل المثال، إذا كان عازف الجيتار يعزف على وتر أي ماجور مفتوحًا (وترًا مفتوحًا شائعًا جدًا)، فسيبدو مثل وتر بي ماجور. سيتم تعديل جميع الأوتار المفتوحة الأخرى بالمثل. بسبب السهولة التي يسمحون بها لعازفي الجيتار بتغيير المفاتيح، يشار إليهم أحيانًا بأسماء ازدراء، مثل «الغشاشون» أو «عكاز هيلبيلي». على الرغم من وجهة النظر السلبية هذه، هناك فائدة أخرى للكابو وهي أنها تمكن عازفي الجيتار من الحصول على صوت رنين ورنين للمفاتيح المشتركة (سي، جي، أي، إلخ) في المفاتيح «الأصعب» والأقل شيوعًا. من المعروف أن فناني الأداء المعهودين يستخدمونها لتمكين الآلات الحديثة من مطابقة نغمة الآلات التاريخية مثل عودموسيقى عصر النهضة.

### الشرائح
يتم استخدام شريحة (عنق زجاجة أو شفرة سكين أو قضيب معدني أو زجاجي أو أسطوانة دائرية) في موسيقى البلوز والروك لخلق تأثير جليساندو أو «هاواي». تُستخدم الشريحة لتأكل الملاحظات على الرقبة، بدلاً من استخدام أصابع اليد الحادة. يتمثل الاستخدام المميز للشريحة في الانتقال لأعلى إلى درجة الصوت المقصودة، كما يوحي الاسم، بالانزلاق لأعلى الرقبة إلى النغمة المرغوبة. غالبًا ما تم استخدام أعناق الزجاجات في موسيقى البلوز والكانتري كشرائح مرتجلة. تُصنع الشرائح الحديثة من الزجاج أو البلاستيك أو السيراميك أو الكروم أو النحاس أو الصلب أو الأسطوانات، اعتمادًا على الوزن والنغمة المرغوبة (والمبلغ الذي يمكن أن ينفقه عازف الجيتار). تسمى الآلة التي يتم عزفها بهذه الطريقة حصريًا (باستخدام قضيب معدني) غيتار فولاذي أو فولاذ دواسة. اللعب الانزلاق إلى هذا اليوم تحظى بشعبية كبيرة في موسيقى البلوز والموسيقى البلاد. يستخدم بعض مشغلات الشرائح ما يسمى بجيتار دوبرو. بعض الفنانين الذين اشتهروا بلعب الشرائح هم روبرت جونسون، إلمور جيمس، راي كودير، جورج هاريسون، بوني رايت، ديريك تروس، وارين هاينز، دوان ألمان، مودي ووترز، روري غالاغر، وجورج ثوروغود.

### الريشة
«عازف الغيتار» أو «الريشة» هو قطعة صغيرة من مادة صلبة تُثبَّت بشكل عام بين الإبهام والإصبع الأول من يد الالتقاط وتُستخدم في «انتقاء» الأوتار. على الرغم من أن معظم العازفين المعهودين يختارون بمزيج من أظافر الأصابع وأطراف الأصابع اللحمية، إلا أن الاختيار يستخدم غالبًا في القيثارات الصوتية الكهربائية والصلب. على الرغم من أنها اليوم من البلاستيك بشكل أساسي، إلا أن هناك اختلافات، مثل العظام أو الخشب أو الفولاذ أو قوقعة السلحفاة.كانت قوقعة السلحفاة هي المادة الأكثر استخدامًا في الأيام الأولى من صنع المعول، ولكن مع تعرض السلاحف والسلاحف للخطر، تم حظر ممارسة استخدام أصدافها في اللقطات أو أي شيء آخر. غالبًا ما تكون اختيارات صدف السلحفاة التي تم إجراؤها قبل الحظر مرغوبة بسبب نبرة متفوقة مفترضة وسهولة الاستخدام، وقد جعلتها ندرتها قيمة.
تأتي اللقطات بأشكال وأحجام عديدة. اللقطات تختلف من اختيار الجاز الصغير إلى اختيار الباس الكبير. غالبًا ما يحدد سمك الحفار استخدامه. عادةً ما يتم استخدام اختيار أرق (بين 0.2 و 0.5 مم) للعزف أو العزف على الإيقاع، بينما تستخدم اللقطات الأكثر سمكًا (بين 0.7 و 1.5+ مم) عادةً لخطوط النوتة الواحدة أو العزف على الرصاص. يُعزى صوت الغيتار المميز لـ بيلي جيبون إلى استخدام ربع أو بيزو كاختيار. وبالمثل، من المعروف أن براين ماي يستخدم عملة معدنية من ستة بنسات كاختيار، في حين أن الموسيقي الشهير ديفيد بيرسونز المعروف بجلسة السبعينيات وأوائل الثمانينيات معروف باستخدامه لبطاقات الائتمان القديمة، المقطوعة إلى الحجم الصحيح، مثل البليترومز.
في بعض الأحيان، يتم استخدام اختيارات الإبهام واختيار الأصابع التي تعلق على أطراف الأصابع في أنماط انتقاء الأصابع على الأوتار الفولاذية. هذه تسمح للأصابع والإبهام بالعمل بشكل مستقل، في حين أن الانتقاء المسطح يتطلب الإبهام وإصبع واحد أو إصبعين للتلاعب.

### الأشرطة
حزام الجيتار عبارة عن شريط من المواد مع آلية ربط على كل طرف، وهو مصنوع لحمل الغيتار عبر الكتفين بطول قابل للتعديل. تتميز القيثارات بأماكن إقامة مختلفة لربط حزام. الأكثر شيوعًا هي أزرار الشريط، والتي تسمى أيضًا دبابيس الشريط، وهي عبارة عن أعمدة فولاذية ذات حواف مثبتة على الجيتار بمسامير. يأتي زران حزام متصلان مسبقًا بجميع القيثارات الكهربائية تقريبًا والعديد من القيثارات الصوتية ذات السلسلة الفولاذية. يتم استبدال أزرار الحزام أحيانًا بـ «أقفال الشريط»، والتي تربط الجيتار بالحزام بشكل أكثر أمانًا.
يقع زر الحزام السفلي عادةً في الجزء السفلي (نهاية الجسر) من الجسم. يقع زر الحزام العلوي عادةً بالقرب من أو أعلى (نهاية العنق) من الجسم: على منحنى الجزء العلوي من الجسم، عند طرف «القرن» العلوي (على شق مزدوج)، أو عند مفصل الرقبة (الكعب). تحتوي بعض الأجهزة الكهربائية، خاصةً تلك ذات الأجسام الغريبة، على زر واحد أو كلا الأزرار في الجزء الخلفي من الجسم. تحتوي بعض القيثارات الكهربائية من شتاينبرغر، نظرًا لتصميمها البسيط وخفيف الوزن، على أزرار الحزام في الجزء السفلي من الجسم. نادرًا، في بعض الصوتيات، يوجد زر الحزام العلوي على غراب الرأس. تحتوي بعض القيثارات الصوتية والمعهودة على زر حزام واحد فقط في الجزء السفلي من الجسم - يجب ربط الطرف الآخر بغراب الرأس، فوق الجوز وأسفل رؤوس الماكينة.

### مكبرات الصوت والتأثيرات ومكبرات الصوت
مجموعة من مكبرات صوت الجيتار والقيثارات للبيع في متجر للموسيقى
القيثارات الكهربائية والقيثارات باس لا بد من استخدامها مع مكبر للصوت الغيتار ومكبر الصوت أو مكبر للصوت جهير واللغة، على التوالي، من أجل تقديم ما يكفي من الصوت ليسمع من أداء والجمهور. غالبًا ما تستخدم القيثارات الكهربائية والقيثارات الباس التقاطات المغناطيسية، والتي تولد إشارة كهربائية عندما يقرع الموسيقي أو يعزف على الآلة الموسيقية. مكبر للصوت ورئيس تعزز هذه الإشارة باستخدام مكبر للصوت السلطة، ومكبر الصوت. يمكن أيضًا توصيل القيثارات الصوتية المزودة بميكروفون أو بيك آب كهرضغطية بمكبر للصوت أو مضخم صوت للغيتار أو نظام PA لجعلها أعلى. مع الغيتار الكهربائي والباس، لا يتم استخدام مكبر الصوت ومكبر الصوت فقط لجعل الجهاز أعلى صوتًا ؛ من خلال ضبط عناصر تحكم الموازن، ومضخم الصوت، وأي وحدات تأثيرات مدمجة (تردد، تشويه / زيادة السرعة، إلخ)، يمكن للاعب أيضًا تعديل النغمة (تسمى أيضًا الجرس أو «اللون») وصوت الأداة. يمكن لمشغلي الجيتار الصوتي أيضًا استخدام مضخم الصوت لتغيير صوت أداتهم، ولكن بشكل عام، يتم استخدام مكبرات صوت الجيتار الصوتي لجعل الصوت الصوتي الطبيعي للأداة أعلى دون تغيير صوته بشكل كبير.

## أجزاء القيثارة
1- بنجق
2- مشط
3- مفاتيح
4- أسلاك الزند
5- الزند
6- الكعب
7- الجسم
8- الفرس
9- الظهر
10- لوحة الصوت (وجه القيثارة)
11- أطراف الجسم
12- القمرية (فتحة الصوت)
13- الأوتار
14- الجسر 15- ل الفريتات

## الخاصيات العامة
إحدى خاصيات التيارات الموسيقية المنتشرة في العالم كالروك والجاز، تستعمل أيضاً في الموسيقى المعهودة والتقليدية (جنوب أمريكية، سلتية...) مع البيانو هي الآلة الأكثر استعمالاً في العالم.

## وصلات خارجية
- الفلامنكو - ثقافة أسبانية بألوان غجرية وثقافة عالمية كوسموبوليتية_ تقرير بي بي سي